# آدولف بلوت
آدولف بلوت (به فرانسوی: Louis Marc Adolphe Belot) (زاده ۶ نوامبر ۱۸۲۹ - درگذشته ۱۸ سپتامبر ۱۸۹۰) یک نمایش‌نامه‌نویس و رمان‌نویس اهل فرانسه بود.

## زندگی
آدولف بلوت در ۶ نوامبر سال ۱۸۲۹ در فرانسه به دنیا آمد. او در دبیرستان سنت بارب تحصیل کرد و از دانشکده حقوق دانشگاه پاریس در رشته حقوق لیسانس گرفت.
او در سال ۱۸۴۵ به عنوان وکیل در فهرست وکلای شهر نانسی انتخاب شد

## آثار
او نمایش‌نامه‌های بسیاری نوشت که از جمله می‌توان به نمایش‌نامه‌هایش با نام‌های کیفر و در دهات اشاره کرد

## جوایز و افتخارات
- ۱۸۶۷ لژیون دونور

## مرگ
او در ۱۸ سپتامبر سال ۱۸۹۰ در پاریس درگذشت.